# جاناتان برو
جاناتان برو (انگلیسی: Jonathan Bru؛ زادهٔ ۲ مهٔ ۱۹۸۵) بازیکن فوتبال اهل فرانسه است.
از باشگاه‌هایی که در آن بازی کرده‌است می‌توان به باشگاه فوتبال موریرنز، باشگاه فوتبال آکادمیکا، باشگاه فوتبال رن، و باشگاه فوتبال ملبورن ویکتوری اشاره کرد.
وی همچنین در تیم‌های ملی فوتبال France national under-16 football team، زیر ۱۷ سال فرانسه، زیر ۱۸ سال فرانسه، زیر ۱۹ سال فرانسه، زیر ۲۱ سال فرانسه، و موریس بازی کرده‌است.